# Fier
För andra betydelser, se Fier (olika betydelser).

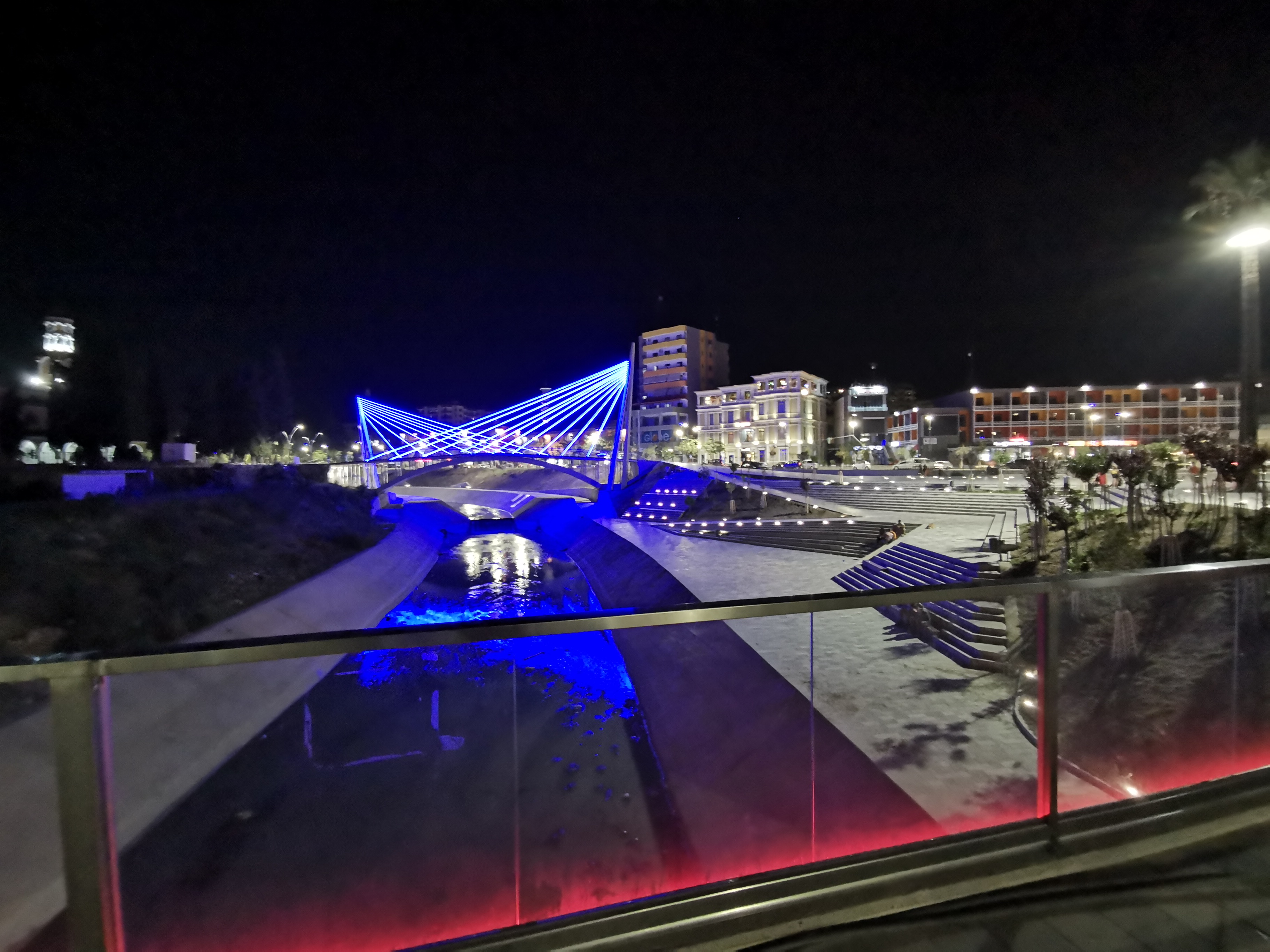
Gjanica flod och Segertorget

Fier (albanska: Fier med böjningsformen Fieri) är en stad och kommun i prefekturen Fier i Albanien. Fier är centralort för prefekturen med samma namn. Fier är en betydande industristad med kemiska, asfalt och oljeindustrier i orten Patos.
Den nuvarande kommunen bildades 2015 genom sammanslagningen av kommunerna Cakran, Dërmenas, Fier, Frakull, Levan, Libofsha, Mbrostar, Portëz, Qendër och Topoja. Kommunen hade 120 655 invånare (2011) på en yta av 619,90 km². Den tidigare kommunen hade 55 845 invånare (2011).
Området runt staden Fier har varit bebott sedan antiken av både illyrer och helleniska kolonister. Vrioni-familjen som ursprungligen var från Berat grundade staden på 1800-talet som handelsplats.
Några kilometer från stadskärnan finns ruinerna av små klassiska städer som Byllis och Apollonia. Även Ardenica är en populär tillflykt med det medeltida ortodoxa klostret som huvudattraktion.